# 타이라 뱅크스 쇼
타이라 뱅크스 쇼(The Tyra Banks Show)은 타이라 뱅크스가 진행한 토크 쇼이다. 2005년 10월 12일부터 2010년 5월 28일까지 방영되었다.